# Harpactira
Genre
Harpactira est un genre d'araignées mygalomorphes de la famille des Theraphosidae.

## Distribution
Les espèces de ce genre se rencontrent en Afrique du Sud et en Namibie.

## Liste des espèces
Selon World Spider Catalog (version 21.0, 05/04/2020) :
- Harpactira atra (Latreille, 1832)
- Harpactira baviana Purcell, 1903
- Harpactira cafreriana (Walckenaer, 1837)
- Harpactira chrysogaster Pocock, 1897
- Harpactira curator Pocock, 1898
- Harpactira curvipes Pocock, 1897
- Harpactira dictator Purcell, 1902
- Harpactira gigas Pocock, 1898
- Harpactira hamiltoni Pocock, 1902
- Harpactira lineata Pocock, 1897
- Harpactira lyrata (Simon, 1892)
- Harpactira marksi Purcell, 1902
- Harpactira namaquensis Purcell, 1902
- Harpactira pulchripes Pocock, 1901
- Harpactira tigrina Ausserer, 1875

## Publication originale
- Ausserer, 1871 : Beiträge zur Kenntniss der Arachniden-Familie der Territelariae Thorell (Mygalidae Autor). Verhandllungen der Kaiserlich-Kongiglichen Zoologish-Botanischen Gesellschaft in Wien, vol. 21, p. 117-224 (texte intégral).